# Cervona ruta (album)
Cervona ruta este numele primului album al Sofiei Rotaru, lansat în 1972. Albumul a fost relansat în 1973 pentru Uniunea Sovietica și țările Europei de Est în varianta redusă.

## Lista pieselor
| #  | Titlu                     | Compozitori       | Producător       | Durata |
| -- | ------------------------- | ----------------- | ---------------- | ------ |
| 01 | „Cervona ruta”            | Vladimir Ivasiuc  |                  |        |
| 02 | „Pesnia o moem gorode”    | Eugen Doga        | Grigore Vodă     |        |
| 03 | „Jovtii list”             | V. Gromtev        | Vladimir Ivasiuc |        |
| 04 | „Vetocica Riabinî”        | A. Dneprov        | P. Leonidov      |        |
| 05 | „Sizokrïlaia Ptaha”       | Don Backy         | Roman Cudlic     |        |
| 06 | „La umbra nucului bătrân” | Mihai Eminescu    |                  |        |
| 07 | „Loji”                    | A. Dneprov        | A. Dementiev     |        |
| 08 | „Vodograi”                | Vladimir Ivasiuc  | Vladimir Ivasiuc |        |
| 09 | „Cred în ochii tăi”       | Eugeniu Doga      | Ion Podoleanu    |        |
| 10 | „Moia liubovi             | Evghenii Martînov | P. Leonidov      |        |
| 11 | „Ne jdi ia ne vernusi     | Ciorelli          | necunoscut       |        |
| 12 | „Na Ivana Kupala          | B. Gromtev        | M. Bucico        |        |
| 13 | „Telîi mir                | A. Dneprov        | P. Leonidov      |        |